# Route nationale 279 (Vietnam)
Pour les articles homonymes, voir Route 279.
La route nationale 279 (vietnamien : Quốc lộ 279) est une route nationale au Viêt Nam.

## Parcours
La route 279 relie les provinces montagneuses du nord: Quang Ninh, Bac Giang, Lang Son, Bac Kan, Tuyen Quang, Ha Giang, Lao Cai, Lai Chau, Son La et Dien Bien. 
La route nationale 279 part de Ha Long, et se termine au poste frontière de Tay Trang après un parcours de parcours 931 km.
Le dernier tronçon de la route 279, de l'intersection de la route nationale  jusqu'au poste frontière international de Tay Trang fait partie de la Route asiatique .
La 279 traverse les localités suivantes : Hạ Long - Hoành Bồ - Sơn Động - Lục Ngạn - Chi Lăng - Văn Quan - Bình Gia - Na Rì - Ngân Sơn - Ba Bể - Na Hang - Chiêm Hóa - Bắc Quang - Quang Bình - Bảo Yên - Văn Bàn - Than Uyên - Quỳnh Nhai - Tuần Giáo - Điện Biên Phủ - Điện Biên.